# 1997年の日本競馬
1997年の日本競馬（1997ねんのにほんけいば）では、1997年（平成9年）の日本競馬界についてまとめる。馬齢は旧表記で統一する。
1996年の日本競馬 - 1997年の日本競馬 - 1998年の日本競馬

## 概要

### ダート路線の整備
1996年にダートグレード競走格付け委員会が発足し、これに併せて同年11月21日の日本中央競馬会運営審議会において、ダート重賞2競走の新設、およびフェブラリーステークスをGIに昇格させることが決定された。これにより1997年のフェブラリーステークスは中央競馬初のダートGIとして開催された。GI第1回となったこのレースは不良馬場で行われ、岡部幸雄騎乗の5歳馬シンコウウインディが勝利を収めた。
また、この年の4月よりダートグレード競走の格付けが行われ、地方競馬と中央競馬の交流重賞競走にGI～GIIIの格付け がなされた。このうち、地方競馬の開催競走では、帝王賞・マイルチャンピオンシップ南部杯・ダービーグランプリ・東京大賞典・川崎記念の5競走がGIとなった。

### 26年ぶり牝馬の年度代表馬
牝馬として17年ぶりに天皇賞・秋を制したエアグルーヴが牝馬としては1971年のトウメイ（奇しくもこの年死亡）以来、26年ぶりに年度代表馬に選出された。同馬は前年秋の故障以来休養していたが、マーメイドステークスで戦線復帰すると、札幌記念、天皇賞・秋と3連勝。ジャパンカップは2着、有馬記念でも3着もいずれも僅差の敗戦。GIは1勝であったが、一連の活躍が評価されて、GIを2勝したタイキシャトル・サニーブライアンを抑えて年度代表馬に選出された。

## できごと

### 1月 - 3月
- 1月6日 - 平安ステークスでシンコウウインディとトーヨーシアトルが1着同着となる。重賞レースの1着同着は9年ぶり。
- 1月19日 - ホッカイドウ競馬所属の佐々木明美騎手が公営の女性騎手初となる中央競馬（中山競馬・呉竹賞）で騎乗。
- 1月22日 - 日本中央競馬会が種牡馬ダンツシアトルを1億円で購入し、日本軽種馬協会に寄贈、その九州種馬場で供用された[1]。
- 1月29日 - 中央競馬の武豊が第29回プロスポーツ功労賞を、同じく中央競馬の調教師小林稔がスポーツ功労者部文部大臣顕彰を受賞する[2]。
- 2月15日 - 宇都宮育成牧場が閉鎖される。跡地は中央競馬の競走馬総合研究所の施設が置かれた[2]。
- 2月16日 - フェブラリーステークスがJRA初のダートGIに昇格し、岡部幸雄騎手騎乗のシンコウウインディが勝利を収めた。
- 2月22日 - 中山競馬場において、中央競馬の障害競走歴代最多勝記録を持つ星野忍の引退式が行われる[2]。
- 3月2日 - 武幸四郎騎手がマイラーズカップをオースミタイクーンで初勝利、初重賞制覇。デビューした週の重賞制覇は史上初。また、武豊騎手が同日の弥生賞をランニングゲイルで勝利し、兄弟同日重賞制覇となった。
- 3月5日 - ナリタブライアンが顕彰馬に選出される[2]。
- 3月6日 - 交流ダート重賞のグレードが決定。

### 4月 - 6月
- 4月3日 - ホクトベガがドバイワールドカップでつまづいて転倒。診断の結果複雑骨折により安楽死処分となる[2]。
- 4月5日 - 阪神競馬場において、ドイツ・ハンブルク競馬場との交換競走として「大阪-ハンブルクカップ」が創設される[2]。
- 4月26日 - ばんえい競馬史上初の女性騎手である辻本由美が北見競馬場でのレースで初勝利。
- 5月12日 - 馬が実際に走るのを見てからセリを行う「プレミアトレーニングセール」が、初めて中央競馬の札幌競馬場にて開催される[2]。
- 6月1日 - サニーブライアンが日本ダービーを優勝し皐月賞と二冠を達成。その後、骨折が判明。

### 7月 - 9月
- 7月20日 - 中央競馬の板倉真由子が、2回新潟4日開催の第5競走において、女性騎手として初めて障害競走に出走した[3]。
- 7月27日 - 武豊騎手が函館3歳ステークスを勝利しJRA全場重賞制覇達成。
- 8月21日 - マルゼンスキーが心臓マヒにより急死。享年24[3]。
- 8月31日 - 中央競馬の牧原由貴子が3回新潟8日開催の春日山特別で勝利、中央所属の女性騎手として初めて特別戦勝利を挙げた[3]。
- 9月6日 - 中山競馬場において、イギリス・ニューマーケット競馬場との交換競走である「ニューマーケットカップ」が創設される[3]。
- 9月14日 - サクラローレルが凱旋門賞の前哨戦フォワ賞に出走し8着に敗退。屈腱炎が判明し引退。

### 10月 - 12月
- 10月3日 - ばんえい競馬の金山明彦騎手が通算3000勝達成。
- 10月8日 - 集中豪雨の影響により、岩見沢競馬場の走路の砂が流出、このため8・9日の開催が中止になり、11・12日に代替開催された[4]。
- 10月15日 - 川崎競馬が全国に先駆け、出走馬情報をインターネットで提供する「川崎データパドック」のサービスが開始される[4]。
- 10月17日 - 日本中央競馬会の公式サイトが開設される[4]。
- 10月26日 - 天皇賞（秋）をエアグルーヴが優勝。牝馬の天皇賞制覇は17年ぶり。
- 11月15日 - フサイチコンコルドの引退式が東京競馬場で行われる[4]。
- 11月20日 - 日本中央競馬会運営審議会において、翌年からの富士ステークスの重賞格上げ、マイルチャンピオンシップとスワンステークスの国際開放、およびダート交流競走の改革が打ち出された[4]。
- 11月30日 - マヤノトップガンの引退式が阪神競馬場で行われる[4]。
- 12月1日 - ディレクTVのCS放送に、「南関東地方競馬チャンネル（802ch）」が開設される[4]。
- 12月8日 - 北海道沙流郡門別町（現・日高町）に門別競馬場が完成。スタンドの収容人員は500人と日本一小規模[4]。
- 12月20日 - ラジオたんぱ杯3歳ステークスでロードアックスが勝利し、藤沢和雄調教師はJRA年間重賞勝利記録を13に更新。
- 12月20日 - サクラローレルの引退式が中山競馬場で行われる[4]。
- 12月30日 - 大井競馬場でハクホウクンが白毛馬として初勝利を挙げる。

### その他
- 中央競馬でまたもや名義貸しが発覚。2人の調教師に対し3ヵ月と5ヵ月の調教禁止処分が課せられた。

## 競走成績

### 中央競馬・平地GI
| 競走名                         | 競走名                         | 優勝馬             | 性齢 | 騎手                     | 調教師                   | 所属     |
| 月日                           | 競馬場                         | 優勝馬             | 性齢 | 馬主                     | 馬主                     | 勝時計   |
| ------------------------------ | ------------------------------ | ------------------ | ---- | ------------------------ | ------------------------ | -------- |
| 第14回フェブラリーステークス   | 第14回フェブラリーステークス   | シンコウウインディ | 牡5  | 岡部幸雄                 | 田中清隆                 | JRA美浦  |
| 2月16日                        | 東京競馬場                     | シンコウウインディ | 牡5  | 安田修                   | 安田修                   | 1:36.0   |
| 第57回桜花賞                   | 第57回桜花賞                   | キョウエイマーチ   | 牝4  | 松永幹夫                 | 野村彰彦                 | JRA栗東  |
| 4月6日                         | 阪神競馬場                     | キョウエイマーチ   | 牝4  | 松岡正雄                 | 松岡正雄                 | 1:36.9   |
| 第57回皐月賞                   | 第57回皐月賞                   | サニーブライアン   | 牡4  | 大西直宏                 | 中尾銑治                 | JRA美浦  |
| 4月13日                        | 中山競馬場                     | サニーブライアン   | 牡4  | 宮崎守保                 | 宮崎守保                 | 2.00.2   |
| 第115回天皇賞（春）            | 第115回天皇賞（春）            | マヤノトップガン   | 牡6  | 田原成貴                 | 坂口正大                 | JRA栗東  |
| 4月27日                        | 京都競馬場                     | マヤノトップガン   | 牡6  | 田所祐                   | 田所祐                   | 3:14.4   |
| 第2回NHKマイルカップ           | 第2回NHKマイルカップ           | シーキングザパール | 牝4  | 武豊                     | 森秀行                   | JRA栗東  |
| 5月11日                        | 東京競馬場                     | シーキングザパール | 牝4  | 植中倫子                 | 植中倫子                 | 1:33.1   |
| 第27回高松宮杯                 | 第27回高松宮杯                 | シンコウキング     | 牡7  | 岡部幸雄                 | 藤沢和雄                 | JRA美浦  |
| 5月18日                        | 中京競馬場                     | シンコウキング     | 牡7  | 安田修                   | 安田修                   | 1:08.0   |
| 第58回優駿牝馬（オークス）     | 第58回優駿牝馬（オークス）     | メジロドーベル     | 牝4  | 吉田豊                   | 大久保洋吉               | JRA美浦  |
| 5月25日                        | 東京競馬場                     | メジロドーベル     | 牝4  | メジロ商事（株）         | メジロ商事（株）         | 2:27.7   |
| 第64回東京優駿（日本ダービー） | 第64回東京優駿（日本ダービー） | サニーブライアン   | 牡4  | 大西直宏                 | 中尾銑治                 | JRA美浦  |
| 6月1日                         | 東京競馬場                     | サニーブライアン   | 牡4  | 宮崎守保                 | 宮崎守保                 | 2:25.9   |
| 第47回安田記念                 | 第47回安田記念                 | タイキブリザード   | 牡7  | 岡部幸雄                 | 藤沢和雄                 | JRA美浦  |
| 6月8日                         | 東京競馬場                     | タイキブリザード   | 牡7  | （有）大樹ファーム       | （有）大樹ファーム       | 1:33.8   |
| 第38回宝塚記念                 | 第38回宝塚記念                 | マーベラスサンデー | 牡6  | 武豊                     | 大沢真                   | JRA栗東  |
| 7月6日                         | 阪神競馬場                     | マーベラスサンデー | 牡6  | 笹原貞生                 | 笹原貞生                 | 2:11.9   |
| 第2回秋華賞                    | 第2回秋華賞                    | メジロドーベル     | 牝4  | 吉田豊                   | 大久保洋吉               | JRA美浦  |
| 10月19日                       | 京都競馬場                     | メジロドーベル     | 牝4  | メジロ商事（株）         | メジロ商事（株）         | 2:00.1   |
| 第116回天皇賞（秋）            | 第116回天皇賞（秋）            | エアグルーヴ       | 牝5  | 武豊                     | 伊藤雄二                 | JRA栗東  |
| 10月26日                       | 東京競馬場                     | エアグルーヴ       | 牝5  | （株）ラッキーフィールド | （株）ラッキーフィールド | 1:59.0   |
| 第58回菊花賞                   | 第58回菊花賞                   | マチカネフクキタル | 牡4  | 南井克巳                 | 二分久男                 | JRA栗東  |
| 11月2日                        | 京都競馬場                     | マチカネフクキタル | 牡4  | 細川益男                 | 細川益男                 | 3:07.7   |
| 第22回エリザベス女王杯         | 第22回エリザベス女王杯         | エリモシック       | 牝5  | 的場均                   | 沖芳夫                   | JRA栗東  |
| 11月9日                        | 京都競馬場                     | エリモシック       | 牝5  | 山本慎一                 | 山本慎一                 | 2:12.5   |
| 第14回マイルチャンピオンシップ | 第14回マイルチャンピオンシップ | タイキシャトル     | 牡4  | 横山典弘                 | 藤沢和雄                 | JRA美浦  |
| 11月16日                       | 京都競馬場                     | タイキシャトル     | 牡4  | （有）大樹ファーム       | （有）大樹ファーム       | 1:33.3   |
| 第17回ジャパンカップ           | 第17回ジャパンカップ           | ピルサドスキー     | 牡6  | M.キネーン               | M.スタウト               | イギリス |
| 11月23日                       | 東京競馬場                     | ピルサドスキー     | 牡6  | ウェインストック卿       | ウェインストック卿       | 2:25.8   |
| 第49回阪神3歳牝馬ステークス    | 第49回阪神3歳牝馬ステークス    | アインブライド     | 牝3  | 古川吉洋                 | 宮徹                     | JRA栗東  |
| 11月30日                       | 阪神競馬場                     | アインブライド     | 牝3  | 荒木美代治               | 荒木美代治               | 1:35.8   |
| 第49回朝日杯3歳ステークス      | 第49回朝日杯3歳ステークス      | グラスワンダー     | 牡3  | 的場均                   | 尾形充弘                 | JRA美浦  |
| 12月7日                        | 中山競馬場                     | グラスワンダー     | 牡3  | 半沢（有）               | 半沢（有）               | 1:33.6   |
| 第31回スプリンターズステークス | 第31回スプリンターズステークス | タイキシャトル     | 牡4  | 岡部幸雄                 | 藤沢和雄                 | JRA美浦  |
| 12月14日                       | 中山競馬場                     | タイキシャトル     | 牡4  | （有）大樹ファーム       | （有）大樹ファーム       | 1:07.8   |
| 第42回有馬記念                 | 第42回有馬記念                 | シルクジャスティス | 牡4  | 藤田伸二                 | 大久保正陽               | JRA栗東  |
| 12月21日                       | 中山競馬場                     | シルクジャスティス | 牡4  | 有限会社シルク           | 有限会社シルク           | 2:34.8   |

### 中央競馬・障害
| 競走名                | 競走名                | 優勝馬           | 性齢 | 騎手     | 調教師   | 所属    |
| 月日                  | 競馬場                | 優勝馬           | 性齢 | 馬主     | 馬主     | 勝時計  |
| --------------------- | --------------------- | ---------------- | ---- | -------- | -------- | ------- |
| 第118回中山大障害(春) | 第118回中山大障害(春) | ポレール         | 牡7  | 出津孝一 | 岩元市三 | JRA栗東 |
| 4月12日               | 中山競馬場            | ポレール         | 牡7  | 林進     | 林進     | 4:43.1  |
| 第119回中山大障害(秋) | 第119回中山大障害(秋) | ケイティタイガー | 牡9  | 嘉堂信雄 | 吉岡八郎 | JRA栗東 |
| 12月13日              | 中山競馬場            | ケイティタイガー | 牡9  | 瀧本和義 | 瀧本和義 | 4:45.5  |

### 地方競馬主要競走
| 競走名                               | 競走名                               | 優勝馬             | 性齢 | 騎手                 | 調教師               | 所属      |
| 月日                                 | 競馬場                               | 優勝馬             | 性齢 | 馬主                 | 馬主                 | 勝時計    |
| ------------------------------------ | ------------------------------------ | ------------------ | ---- | -------------------- | -------------------- | --------- |
| 第20回帝王賞                         | 第20回帝王賞                         | コンサートボーイ   | 牡6  | 的場文男             | 栗田繁               | 大井      |
| 6月24日                              | 大井競馬場                           | コンサートボーイ   | 牡6  | 森杉茂               | 森杉茂               | 2:04.9    |
| 第10回マイルチャンピオンシップ南部杯 | 第10回マイルチャンピオンシップ南部杯 | タイキシャーロック | 牡6  | 横山典弘             | 土田稔               | JRA美浦南 |
| 10月10日                             | 盛岡競馬場                           | タイキシャーロック | 牡6  | （有）大樹ファーム   | （有）大樹ファーム   | 1:36.2    |
| 第12回ダービーグランプリ             | 第12回ダービーグランプリ             | テイエムメガトン   | 牡4  | 菊地昇吾             | 鹿戸明               | JRA栗東   |
| 11月3日                              | 盛岡競馬場                           | テイエムメガトン   | 牡4  | 竹園正繼             | 竹園正繼             | 2:7.5     |
| 第43回東京大賞典                     | 第43回東京大賞典                     | トーヨーシアトル   | 牡5  | 松永昌博             | 松永善晴             | JRA栗東   |
| 12月28日                             | 大井競馬場                           | トーヨーシアトル   | 牡5  | （有）トーヨークラブ | （有）トーヨークラブ | 3:00.4    |

## 表彰

### JRA賞
- 年度代表馬・最優秀5歳以上牝馬 エアグルーヴ
- 最優秀3歳牡馬 グラスワンダー
- 最優秀3歳牝馬 アインブライド
- 最優秀4歳牡馬 サニーブライアン
- 最優秀4歳牝馬・最優秀父内国産馬 メジロドーベル
- 最優秀5歳以上牡馬 マーベラスサンデー
- 最優秀短距離馬 タイキシャトル
- 最優秀ダートホース 該当馬なし
- 最優秀障害馬 アワパラゴン

### ダートグレード競走最優秀馬
- トーヨーシアトル

### NARグランプリ
- 年度代表馬・サラブレッド系5歳上最優秀馬 アブクマポーロ
- サラブレッド系3歳最優秀馬 タマルファイター
- サラブレッド系4歳最優秀馬 トミケンライデン
- アラブ系3歳最優秀馬 マツノホープ
- アラブ系4歳最優秀馬 ニホンカイユーノス
- アラブ系5歳上最優秀馬 アカネリンボー
- ばんえい最優秀馬 フクイチ

## リーディング

### リーディングジョッキー
| 分類         | 騎手の氏名 | 勝利数 |
| ------------ | ---------- | ------ |
| 中央競馬     | 武豊       | 168    |
| 地方競馬     |            |        |
| ばんえい競走 |            |        |

### リーディングトレーナー
| 分類         | 調教師の氏名 | 勝利数 |
| ------------ | ------------ | ------ |
| 中央競馬     | 藤沢和雄     | 58     |
| 地方競馬     |              |        |
| ばんえい競走 |              |        |

## 誕生
この年に生まれた競走馬は2000年のクラシック世代となる。

### 競走馬
- 2月10日 - イーグルカフェ
- 2月26日 - エアシャカール
- 3月2日 - アグネスフライト、フサイチゼノン、マニックサンデー
- 3月11日 - ティコティコタック
- 3月14日 - マイネルコンバット
- 3月16日 - タップダンスシチー
- 3月18日 - レジェンドハンター
- 3月20日 - スターリングローズ、ブランディス
- 3月24日 - ダイタクリーヴァ、ノボジャック、フサイチソニック、ヤマニンリスペクト
- 3月26日 - ゼンノエルシド
- 3月30日 - チアズグレイス
- 4月1日 - アッミラーレ
- 4月4日 - プリサイスエンド
- 4月6日 - マイネルビンテージ
- 4月7日 - エンゼルカロ
- 4月9日 - エイシンプレストン
- 4月14日 - ヤマカツスズラン
- 4月18日 - プリエミネンス
- 4月20日 - ミツアキサイレンス
- 4月22日 - ウインブレイズ、シルクプリマドンナ
- 4月24日 - ジョーディシラオキ、マックロウ
- 4月26日 - カネツフルーヴ
- 4月28日 - フューチャサンデー
- 5月1日 - サイコーキララ
- 5月2日 - ラガーレグルス
- 5月6日 - ギルデッドエージ
- 5月9日 - アドマイヤボス
- 5月10日 - ジョウテンブレーヴ
- 5月15日 - アグネスデジタル
- 5月20日 - トップコマンダー
- 5月21日 - ブレイクタイム
- 5月23日 - ミツワトップレディ
- 5月24日 - アクティブバイオ
- 5月26日 - トーホウドリーム
- 5月31日 - メジロマントル
- 6月16日 - レギュラーメンバー

### 人物
- 3月2日 - 森裕太朗（騎手）
- 3月8日 - 加藤祥太（騎手）
- 5月31日 - 坂井瑠星（騎手）
- 8月9日 - 藤田菜七子（騎手）
- 8月27日 - 菊沢一樹（騎手）
- 9月18日 - 山田敬士（騎手）
- 9月23日 - 荻野極（騎手）
- 11月6日 - 藤本現暉（騎手）
- 11月19日 - 川又賢治（騎手）

## 死去

### 競走馬、繁殖馬
- 1月21日 - タイムライン
- 4月3日 - ホクトベガ
- 4月7日 - トウメイ
- 5月21日 - イットー
- 7月25日 - ラッキーソブリン
- 8月21日 - マルゼンスキー[3]
- 8月25日 - ナイスダンサー
- 8月27日 - フォアゴー
- 9月16日 - カネヒムロ
- 10月29日 - ラグビーボール
- 不明 - イルドブルボン、サートリストラム、シャーリーハイツ

### 人物
- 5月10日 - 中村広（騎手・調教師）
- 6月28日 - 藤島泰輔（馬主、小説家）
- 8月29日 - 大久保房松（調教師、第2回東京優駿優勝馬カブトヤマなどを管理）
- 10月10日 - 下河辺孫一（下河辺牧場の創業者）
- 11月4日 - エディ・アーキャロ（アメリカの騎手、アメリカ競馬殿堂入り）

## 引退

### 競走馬
- 1月22日 - ダンツシアトル
- 2月6日 - アイルトンシンボリ
- 2月8日 - フジヤマケンザン
- 3月5日 - ベストタイアップ
- 4月2日 - エイシンワシントン
- 4月20日 - サクラキャンドル
- 5月2日 - ヒシアマゾン
- 5月21日 - ライデンリーダー
- 6月4日 - テイエムジャンボ
- 6月25日 - エアダブリン
- 7月2日 - ヤマニンパラダイス
- 7月11日 - サンデーウェル
- 7月16日 - ライブリマウント
- 10月22日 - サクラローレル
- 10月24日 - ゼネラリスト
- 10月24日 - ファビラスラフイン
- 11月15日 - フサイチコンコルド
- 11月26日 - ジェニュイン